# Xylocoris punctatus
Xylocoris punctatus är en insektsart som beskrevs av Kelton 1976. Xylocoris punctatus ingår i släktet Xylocoris och familjen näbbskinnbaggar. Inga underarter finns listade i Catalogue of Life.